# Phytomyza rhodiolae
Phytomyza rhodiolae är en tvåvingeart som beskrevs av Griffiths 1976. Phytomyza rhodiolae ingår i släktet Phytomyza och familjen minerarflugor.
Artens utbredningsområde är Yukon. Inga underarter finns listade i Catalogue of Life.